# Vaxholms kastell

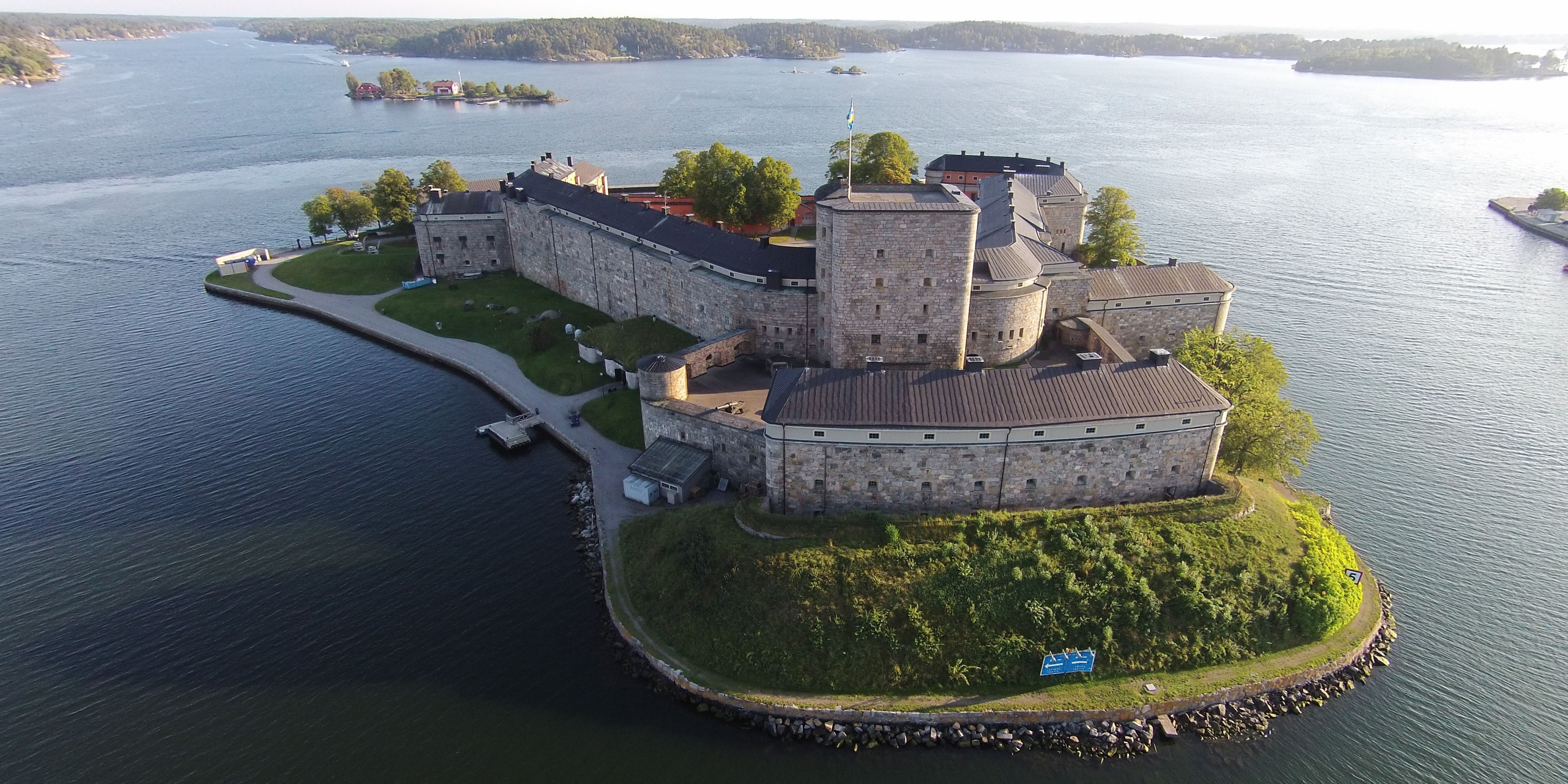
Kastellet sedd från österifrån.

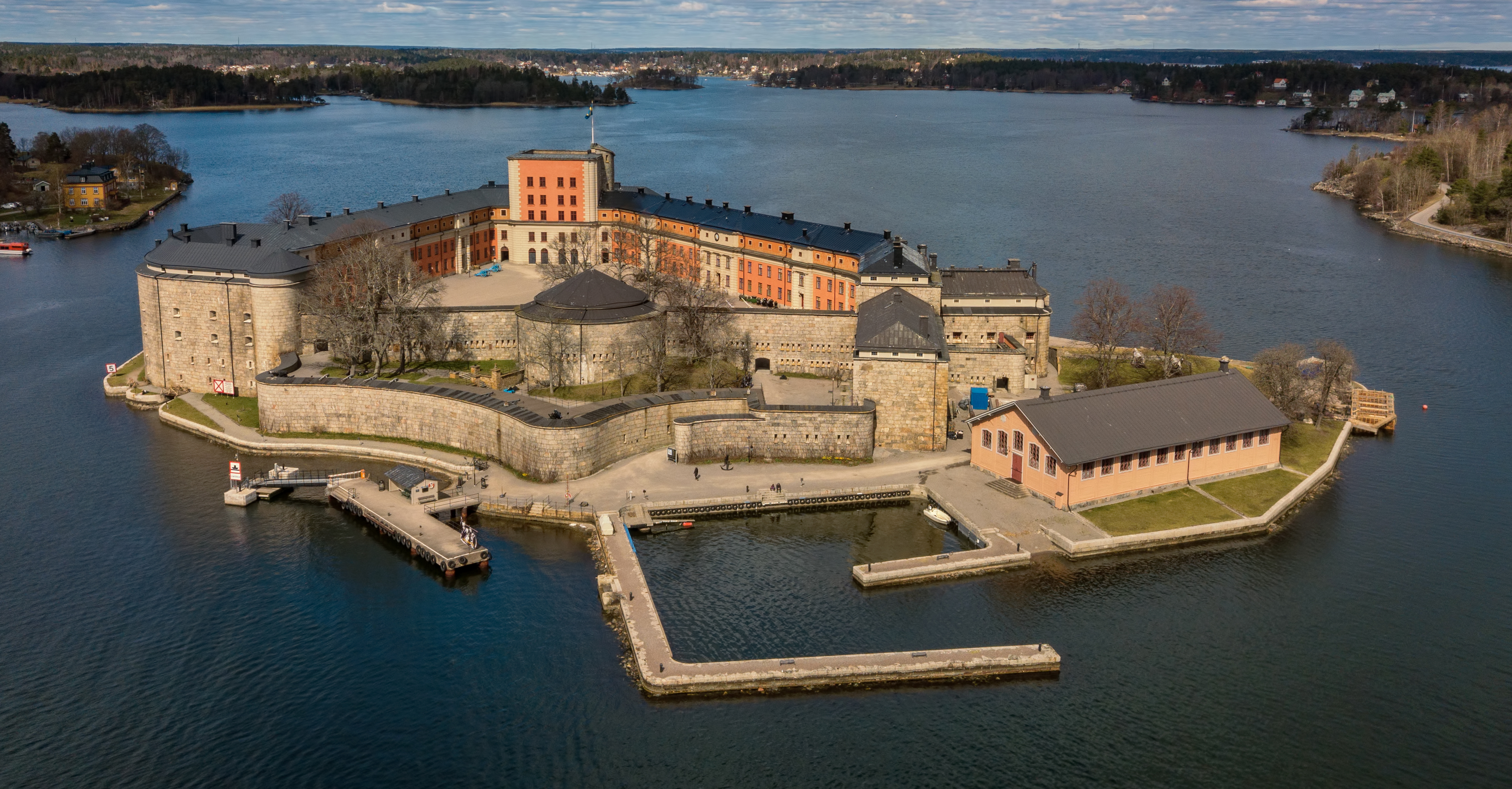
Kastellet sedd västerifrån.

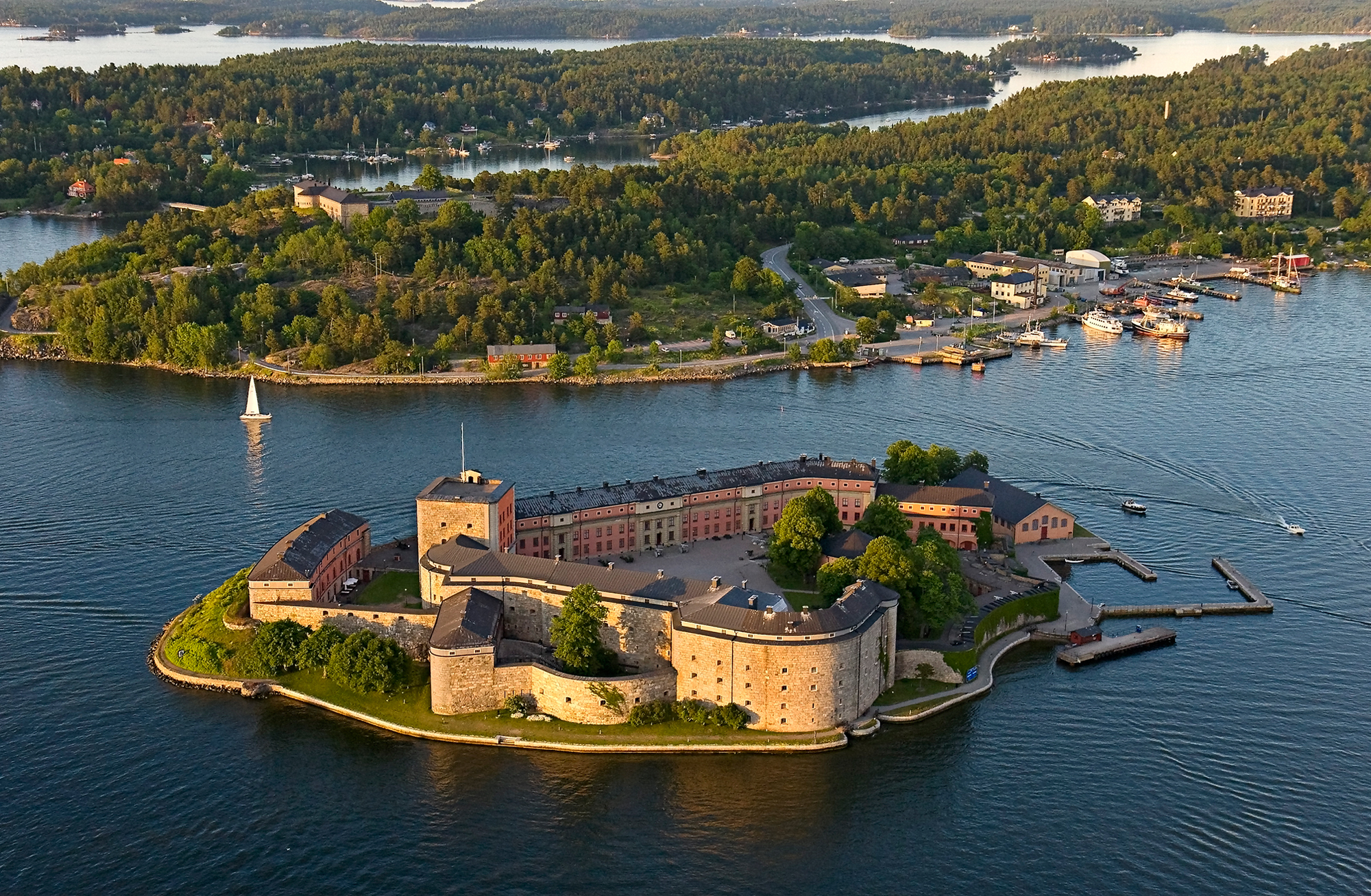
Kastellet sedd söderifrån.

Vaxholms kastell (lokalt: "Kastellet") eller Vaxholms fästning är en numera uttjänt (tagen ur bruk) fästning i Stockholms skärgård belägen på en holme i sundet mellan öarna Vaxön och Rindö i Vaxholms kommun, ibland kallad "Vaxholmen". År 1548 uppfördes den första anläggningen för skydd av inloppet till Stockholm och efterhand tillkom ytterligare utbyggnader. År 1833 påbörjades en total ombyggnad som kom att ge fästningen dess nuvarande utseende. Sedan 1935 är Vaxholms fästning ett statligt byggnadsminne och sedan 2003 finns Vaxholms fästnings museum på ön.
Vaxholms fästning var från 1916 även namnet på den befästningslinje som sträckte sig från Värmdö över Rindö, Vaxholms kastell, Vaxö, Edholma till Lillskär och som även går under namnet Vaxholmslinjen.

## Etymologi
Namnet är troligen sekundärt till Vaxöns namn, belagt 1315 som Vaxö, och hänvisar troligen till den utmärkande holmen utanför den ursprungliga kyrkbyn som idag utgör stadskärnan, varpå kastellet idag ligger. Härledningen av förleden i Vaxön och Vaxholm är osäker och har olika tolkningar.
Ett förslag är att förledet kan komma av samma stam som ”väx” (växön/växholmen), sammanhängande med verbet ”växa”, med syftning på vegetationen, då i betydelsen '(god) växtlighet' eller '(frodigt) växande'.
En annan teori är att det är en förvrängning av ett ursprungligt ”vaksö” eller ”vaksholm” (”ö/holme för vakande”), då ön och dess holme har varit ett försvarselement i Stockholms och Mälarens kustförsvar sedan medeltiden, möjligen med rötter från forntiden.
På Lantmäteriets tillgängliga kartor är namnen mer diffusa och namnet Vaxholm används aldrig för själva holmen utanför Vaxön. Från 1600-talet fram till mitten av 1700-talet benämns holmen ”Skanꜩen” (äldre svensk stavning för försvarsanläggningen skansen), vilket ändrades till ”Castellet” nån gång mellan 1739 och 1779. Namnet ”Vaxholmen” förekommer istället för själva ön Vaxön på en karta från mitten av 1600-talet, stavat ”waxholmen” med liten bokstav, på senare kartor ändrat till ”waxöön, waxön, waxöhn”, etc. Möjligen har vaxö och vaxholm varit synonymer ursprungligen, vilket senare standardiserats när öns lokala kyrkby fick stadsrättigheter 1652 och antog namnet ”Waxholm” som stadsnamn (sedermera Vaxholms stad), varvid ön då blev Vaxön. Valet att döpa kyrkbyn efter holmen kan ha gjorts av praktiska skäl eftersom bygden då låg utmed vattnet vid själva holmen.

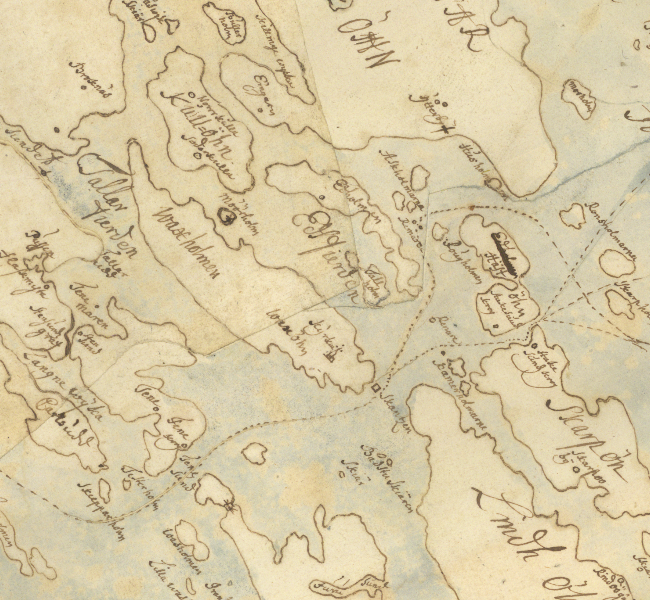
Karta av Vaxholm 1644-1652.
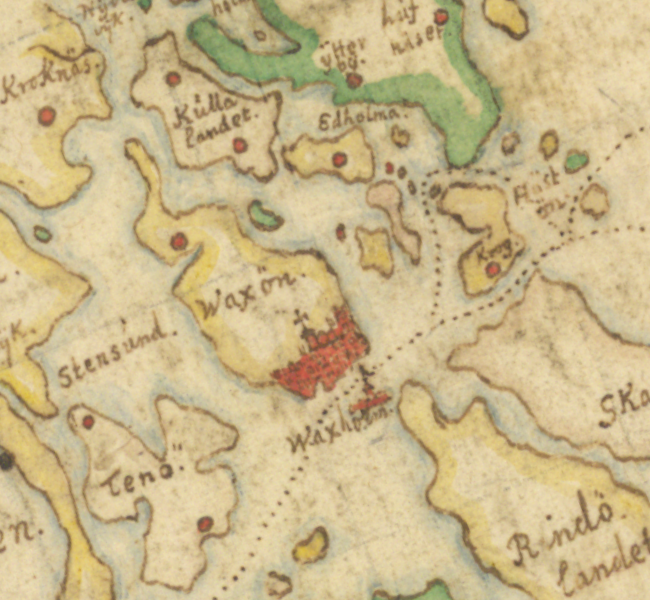
Karta av Vaxholm 1652-1739.
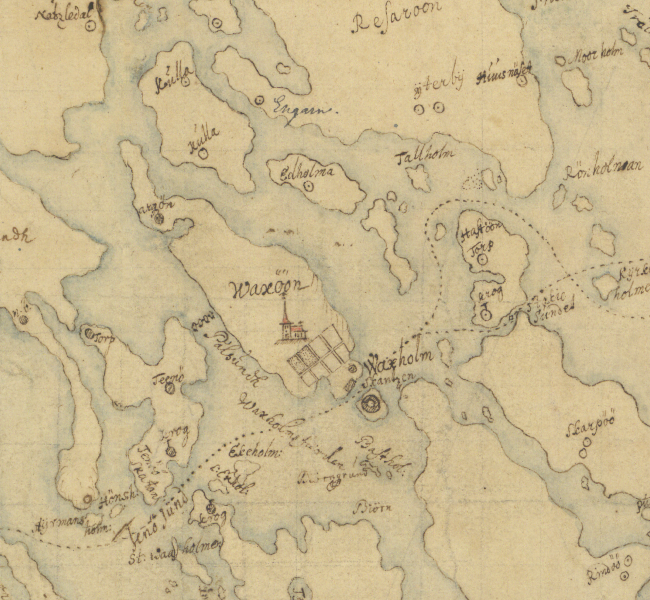
Karta av Vaxholm 1652-1739.
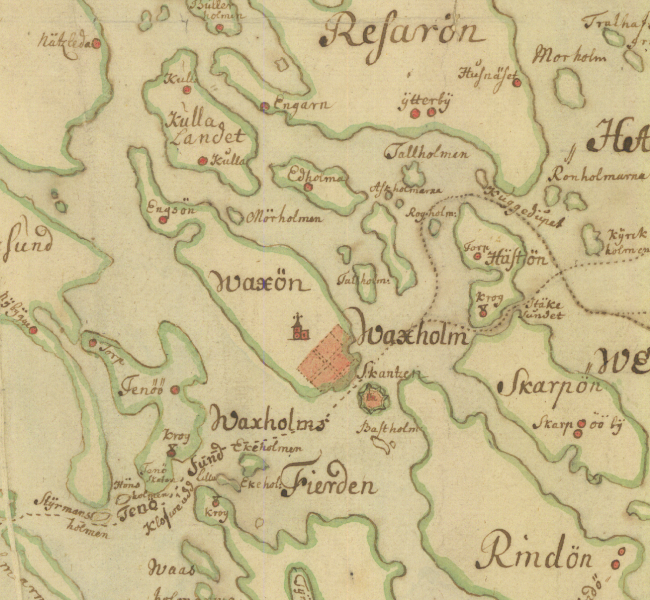
Karta av Vaxholm 1652-1739.
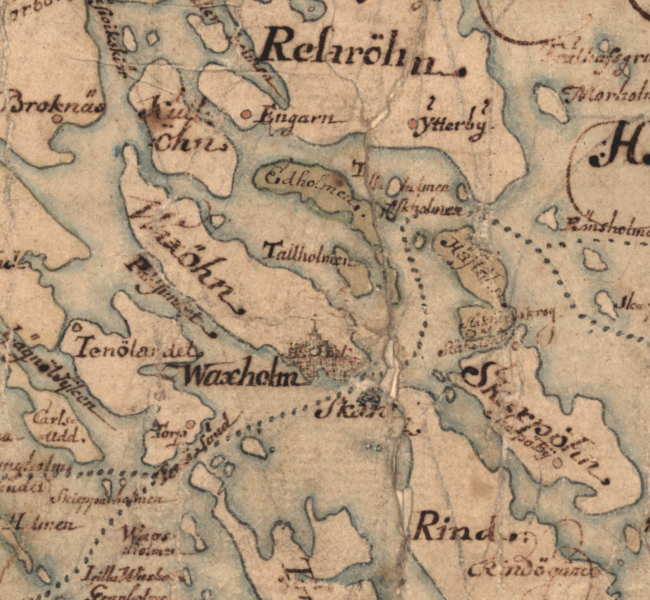
Karta av Vaxholm 1739.
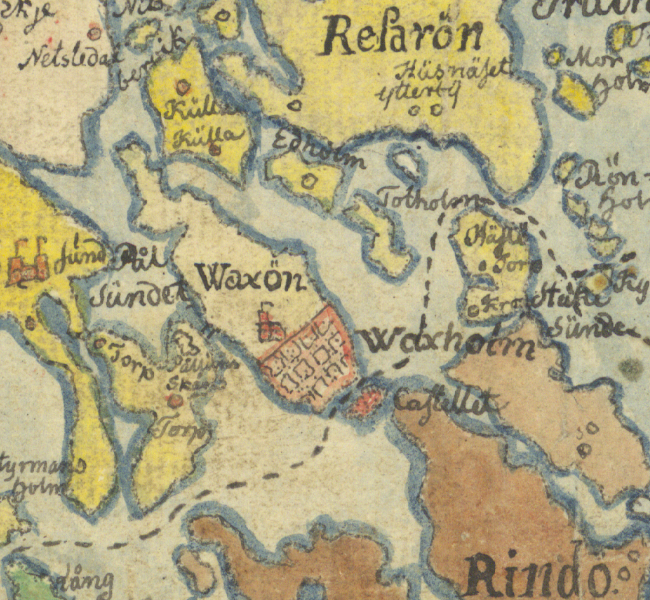
Karta av Vaxholm 1779.

## Historia

### 1500-talet
Tidigt insåg man platsens strategiska betydelse vid farleden in till Stockholm. I början av 1500-talet lät riksföreståndaren Svante Nilsson (Sture) därför uppföra ett blockhus på holmen. Vid Västerås riksdag 1544 genomdrev Gustav Vasa en landsomfattande försvarsplan. I denna ingick en permanent befästning på holmen, till skydd för inloppet till Stockholm och för att man skulle kunna undersöka och kräva tull av passerande fartyg. År 1548 byggdes därför den första befästningen som bestod av ett enkelt blockhus i trä på en plats som kungen Gustav Vasa själv utsett. Under Johan III:s styre (1556 – 1563) ersattes sedan blockhuset med ett runt stentorn.

### 1600-talet

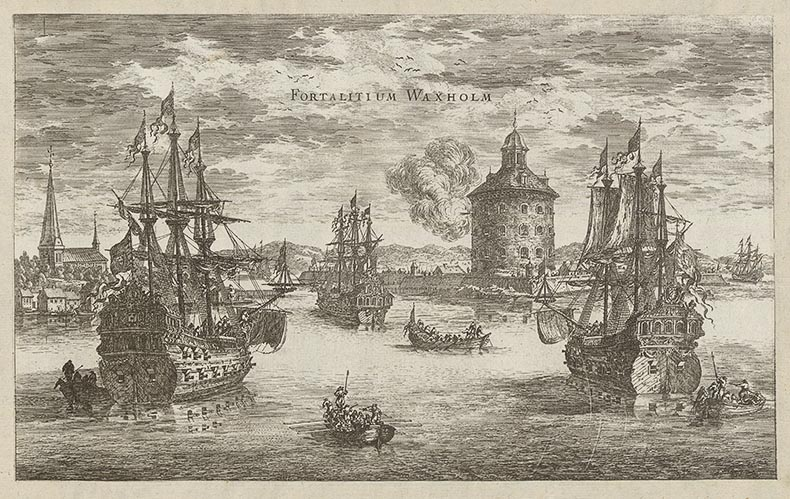
Vaxholms hus enligt Erik Dahlberghs Suecia antiqua et hodierna.

År 1604 tillkom ytterligare förstärkningar och 1612 bestämdes det att "Vaxholms hus" skulle förstärkas med vallar och en del andra försvarsverk runt tornet, sedan kallad "Skanꜩen" (Skansen). Samma år hejdade fästningen danska flottan från att ta sig in i Stockholm, under ledning av fortifikationsofficeren Johan (Jean) van Monickhouen.
Under de två följande seklen påbörjades ett antal förstärkningar och utbyggnader varav många aldrig slutfördes. Anläggningen användes under denna tid mestadels som tullstation. 

### 1700-talet
Under Rysshärjningarna på ostkusten 1719 fann ryssarna att fästningen tillsammanss med bomstängsel och örlogsfartyg spärrade farleden till Stockholm och fästningen blev aldrig anfallen. Stockholmseskadern bestående av fyra linjeskepp, fem fregatter och tolv galärer skulle blockera leden och därmed utgöra ett betryggande lås för huvudstaden. Ryssarna gav sig iväg och gjorde inga mer försök att inta Stockholm.
Under 1700-talet började kastellet även användas som fängelse, något som varade fram till 1940-talet. Några kända personer som varit inlåsta under denna period var "stortjuven" Jacob Guntlack, publicisten Magnus Jacob Crusenstolpe och generalen Georg Carl von Döbeln.

### 1800-talet

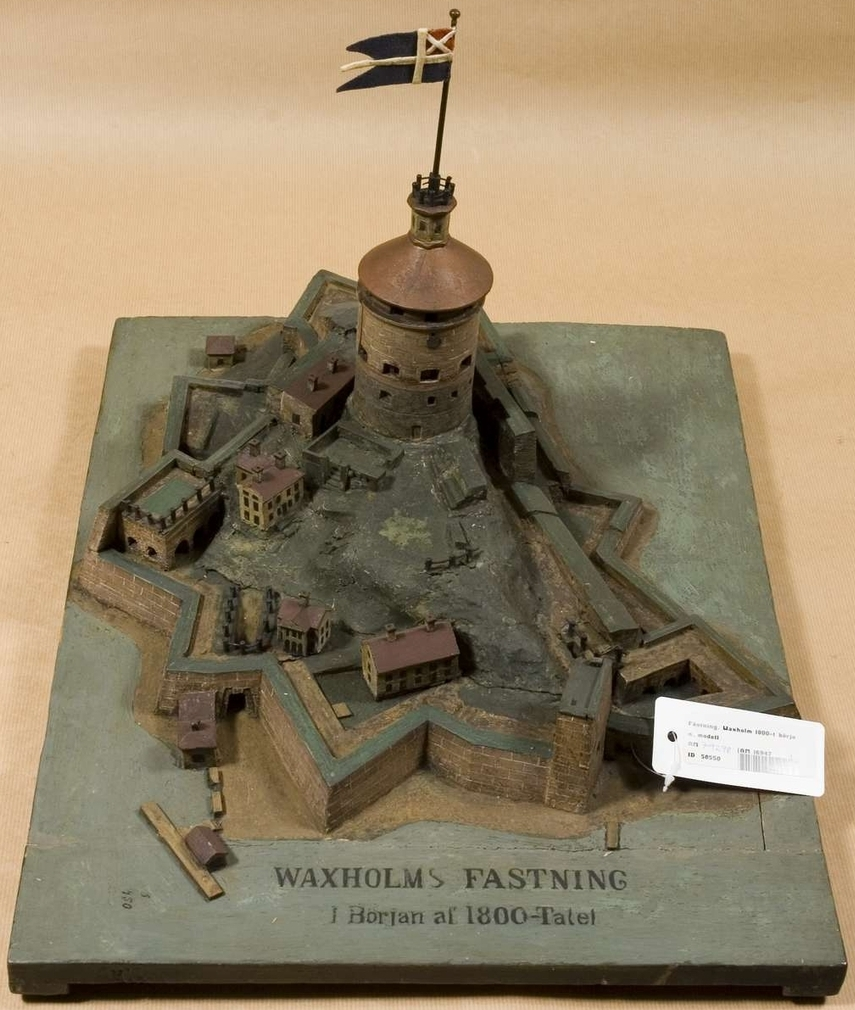
Modell som visar Vaxholms fästning under början av 1800-talet.

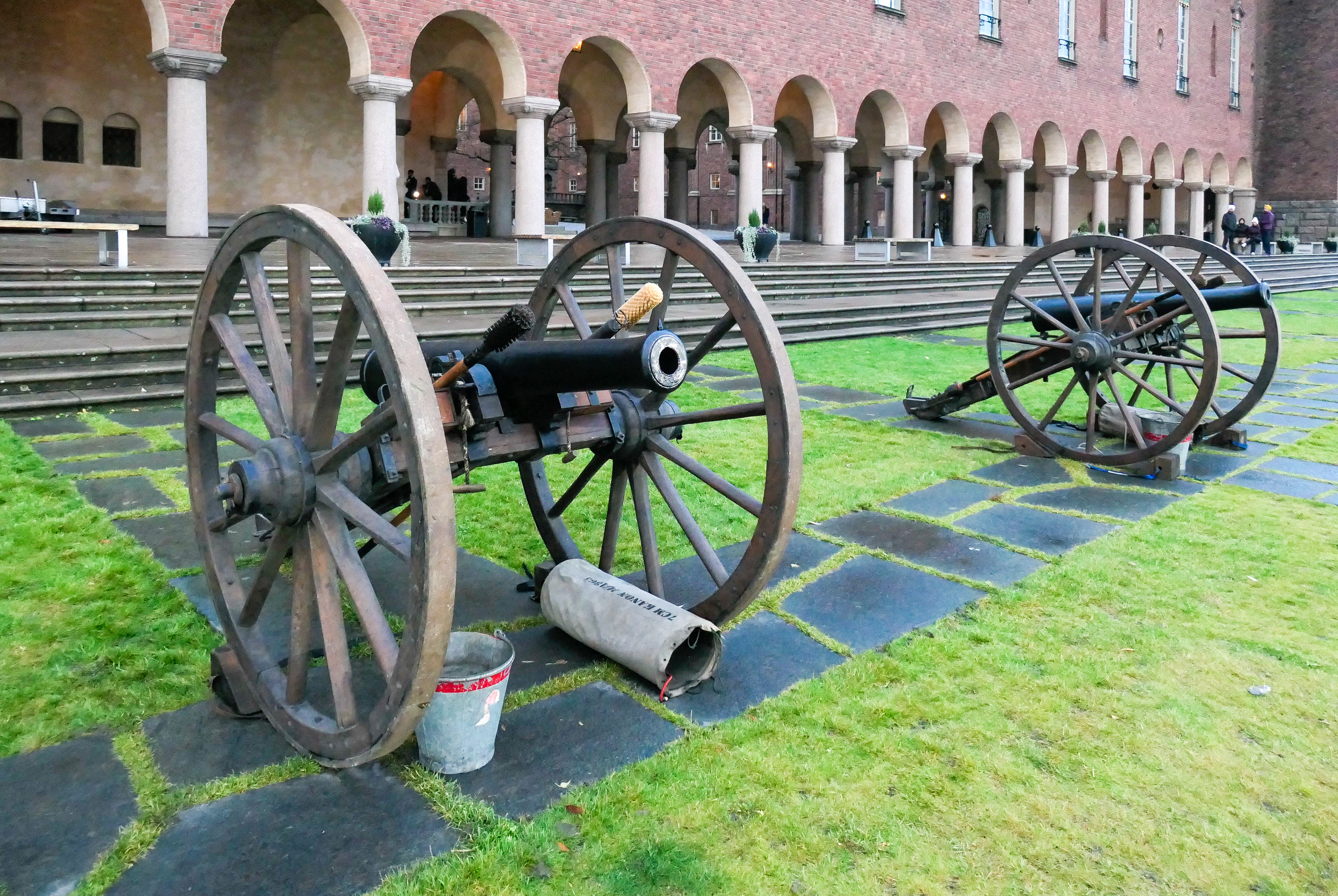
7 cm artillerikanon m/1863 (längd: 160 cm, vikt: 255 kg), här vid Stockholms stadshus. Denna modell var en av de första pjästyperna med räfflat eldrör som placerades på Vaxholms fästning.

I februari 1808 gick ryssarna över gränsen till Finland, finska kriget, och genom freden i Fredrikshamn den 17 september 1809 avträddes Finland och Åland till Ryssland. Detta ökade fästningens strategiska betydelse igen, och 1833 påbörjades en total ombyggnad som kom att ge fästningen dess nuvarande utseende. Ansvarig var fortifikationsofficeren Carl Fredrik Meijer. Den gamla skansen med tornet revs 1833 och en helt ny fästning anlades i dess ställe enligt det moderna system vilket inspirerats av de franska ingenjörerna Marc René Montalbert (1714-1800) och Lazare Carnot (1753-1823), och som även tillämpades vid byggandet av Karlsborgs fästning.
Centralt i befästningssystemet var torn och byggnader i flera våningar, med kanoner uppställda i bombsäkra kasematter. Kastellets släta murverk gjordes 2,2 meter tjockt och det centrala tornet i fem våningar byggdes in i den så kallade norra linjen som var de anslutande byggnadslängor (linjer) som skulle tjäna som kaserner för fästningens besättning på 1 200 man. Tornets nyklassicistiska stil anslöt i viss mån till Meijers slutvärn på Karlsborgs fästning. Framför och vid sidan om tornet anlades utanverk, donjoner och kaponjärer. Som en del i försvarsverket uppfördes även Rindö redutt på ön Rindö nordöst om kastellet.

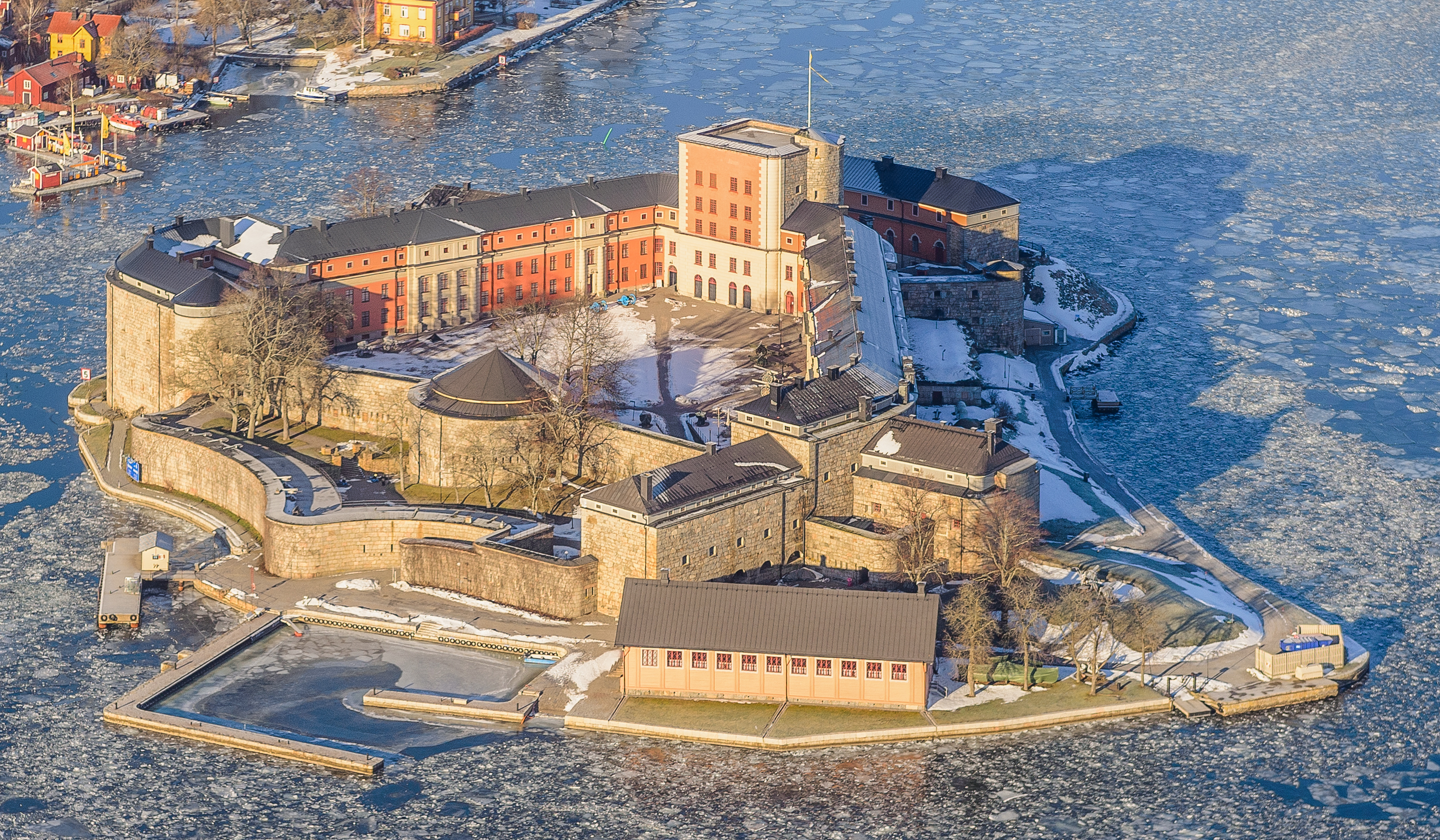
Vaxholms fästning i sitt slutgiltiga utförande. Vaxholm till vänster i bild. I förgrunden en vägfärja på Vaxholmsleden.

Ombyggnaden var helt genomförd 1863 men under tiden hade de tekniska landvinningarna inom artilleriet gjort fästningen föråldrad, 1872 gjordes ett prov där pansarbåten Hildur med sina nya räfflade kanoner med spetsiga projektiler sköt igenom en av murarna. Samtidigt hade de allt större fartygen vuxit sig för stora för Kodjupet och vägen förbi fästningen, varför man muddrade det försänkta Oxdjupet och byggde Oskar-Fredriksborg vid den nya farleden. Vaxholms kastell tappade därefter gradvis sin militärstrategiska betydelse.
Den 11 augusti 1887 inträffade Krutolyckan på Vaxholms fästning, vid vilken 19 artillerister ur Svea och Göta artilleriregementen omkom.

### 1900-talet
Det gemensamma namnet för alla försvarsanordningarna vid inloppet till Stockholm var fram till 1942 Vaxholms fästning. Vaxholm var en mellanstation i den strategiska optiska telegraflinjen mellan Söderarm och Stockholms slott. I Vaxholms fästnings museum finns regeringen bevarad, den del varifrån Edelcrantz optiska telegraf manövrerades.

## Kastellet idag

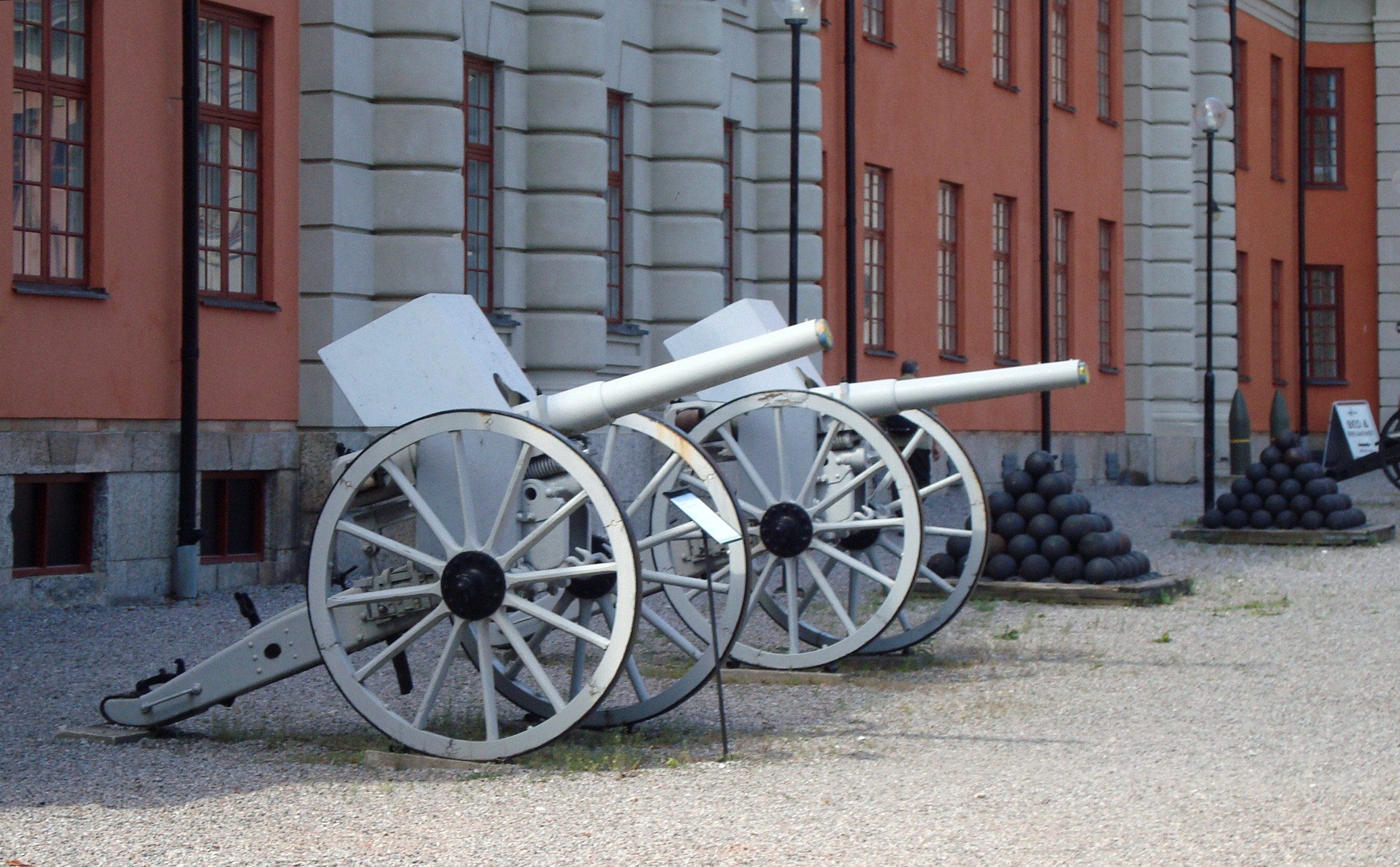
Kanoner på borggården.

Fästningen innehåller i dag Vaxholms fästnings museum med utställningar om bland annat Sveriges kustförsvar under 500 år, livet i fästningen förr, fängelsehålorna och beredskapen i skärgården under andra världskriget. Vaxholms fästning är statligt byggnadsminne sedan 1935 och förvaltas av Statens fastighetsverk. Förutom museum bedrivs det på kastellet bland annat kulturarrangemang, aktiviteter inspirerade av Fångarna på fortet, och ett Bed and Breakfast. Ett fåtal privatpersoner har även sin bostad på kastellet.

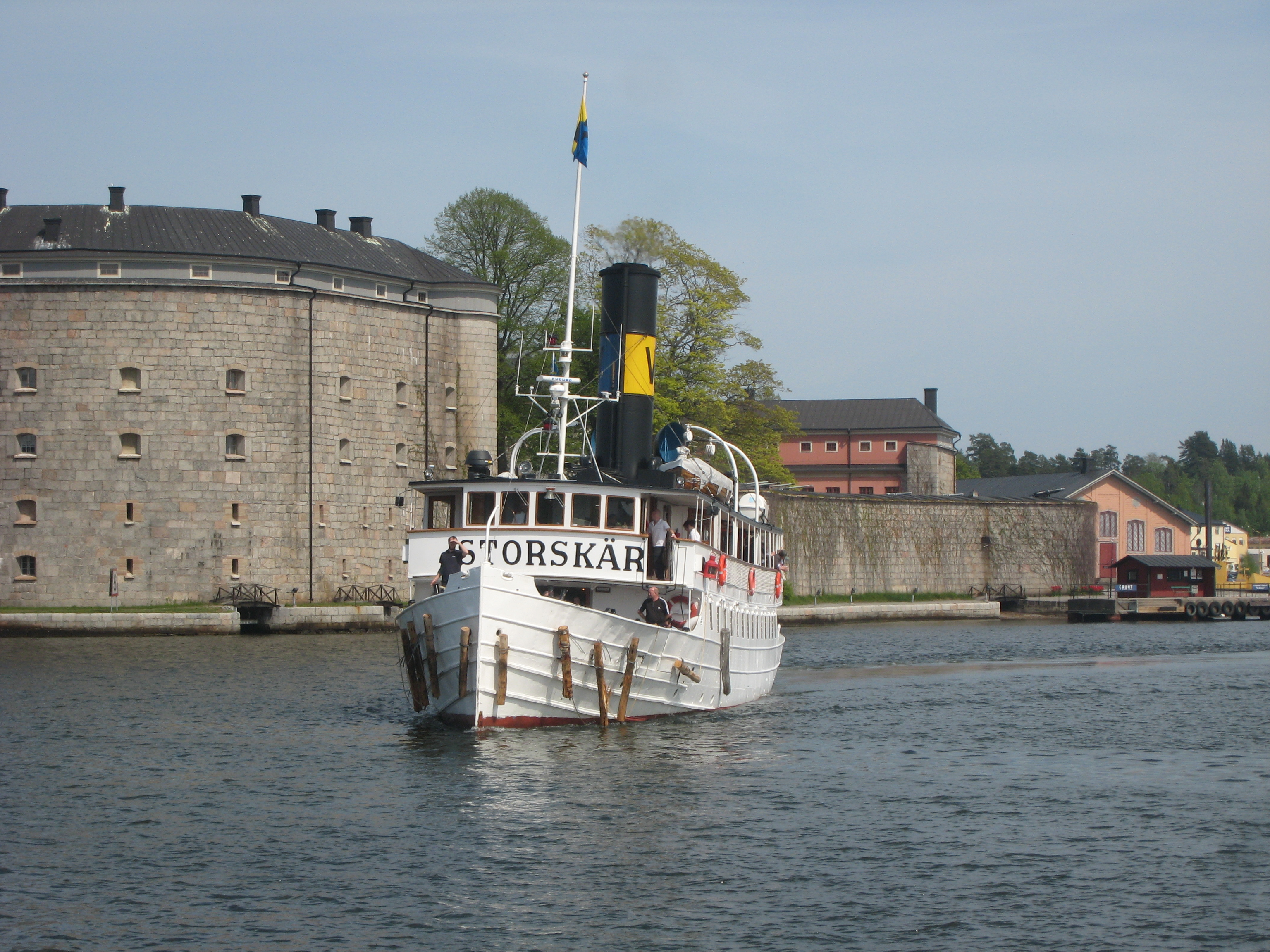
Waxholmsbolagets Storskär framför fästningen.

Waxholmsbolagets skärgårdsbåtar (en del av Stockholms läns kollektivtrafiknät) trafikerar ön regelbundet.

## Kommendanter
Förbandschefen titulerades kommendant och hade tjänstegraden överste. Åren 1902–1935 var kommendanten även chef för Vaxholms kustartilleriregemente.

- 1555-1572 Pelts von Norden (Hövitsman)
- 1572-1575 Anders Björnsson (Befallningsman)
- 1575-1585 Erik Larsson Hård av Segerstad till Hjällö och Hårdeholm
- 1585-1587 Sivard Jakobsson (Befallningsman)
- 1587-1592 Hans Larsson (Befallningsman)
- 1592-1595 Hans Fellerman (Befallningsman)
- 1595-1596 Hans Johansson av Tre löv (Befallningsman)
- 1596-1596 Göran Larsson
- 1596-1597 David Danielsson Hund (Befallningsman)
- 1597-okänt) Nils Kijl
- (okänt-1604) Vilhelm Petersson Dantzeville (Befallningsman)
- 1604-1606 Staffan Mickelsson (Befallningsman)
- 1606-1609 Erik Oluffsson (Befallningsman)
- 1609-1612 Henrik Nulcke (Befallningsman)
- 1612-1612 Mårten Krakou (eller Cracou, Krakow)
- 1612-1612 Erik Olovsson (Ståthållare)
- 1612-1614 Tideman Skro (eller Schrou) (Ståthållare)
- 1614-1624 Hans Nilsson Benick (Hövitsman)
- 1624-1640 Olov Larsson
- 1640-1647 Karl Olovsson Rosing
- 1647-1653 Lars Olsson
- 1653-1673 Hans Vilhelmsson Clerck
- 1673-1676 Hans Hansson Clerck
- 1673-1676 Mårten Hök (Underkommendant till Clerck)
- 1665–1685: Per Lilje
- 1676-1676 Erik Eriksson (Underkommendant till Per Lilje)
- 1685–1707: Hans Olovsson
- 1707–1719: Magnus Gabriel Sparrman
- 1719–1720: Lars Adlerhjelm
- 1720–1728: Johan Abraham Lillje av Aspenäs
- 1728–1747: Didrik Blomcreutz d.ä.
- 1743–1757: Gabriel Olderman Cronstedt (Överkommendant)
- 1747–1759: Karl Ehrensvärd
- 1757–1757: Didrik Blomcreutz d.y. (Vice kommendant)
- 1759–1770: Karl Jakob Staël von Holstein
- 1770–1772: Reinhold Anrep
- 1772–1777: Vilhelm Julius Coyet
- 1777–1792: Johan Gustav von Drake
- 1792–1792: Sven Palmstjerna
- 1792–1799: Nils Albert Ehrenström
- 1799–1810: Harald Ehrenhjelm
- 1810–1810: Samuel Elfving
- 1810–1810: Gustav Aminoff
- 1811–1821: Vilhelm Mauritz von Post
- 1821–1827: Per Martin
- 1827–1842: Anders Israel Panchéen
- 1842–1853: Nils Harald Joachim Åkerstein
- 1843–1844: Echard av Klercker (Tillförordnad under Åkerstein)
- 1844–1844: Lars August Sandels (Tillförordnad under Åkerstein)
- 1845–1845: Fredrik Vilhelm Edelsvärd (Tillförordnad under Åkerstein)
- 1849–1851: Reinhold Ulrik Nauckhoff (Tillförordnad under Åkerstein)
- 1851–1854: Karl Abraham Westman (Delvis tillförordnad under Åkerstein)
- 1854–1854: Samuel August Sandels
- 1854–1854: Alexis Erland Colliander
- 1854–1856: Filip Verner von Schwerin (samtidigt som Nauckhoff)
- 1854–1856: Reinhold Ulrik Nauckhoff (igen)
- 1856–1868: Ludvig Strålenhjelm
- 1868–1875: Krister Henrik d'Albedyll
- 1875–1879: Otto Christian Sylwan
- 1879–1896: Teodor Wennerholm
- 1896–1904: Oskar Sylvander
- 1904–1914: Karl Wilhelm Wirgin
- 1914–1924: Herman Gustaf Mauritz Wrangel
- 1924–1926: Sam Bolling
- 1926–1929: Tor Carl Nicolaus Wahlman
- 1929–1935: Theodor Hasselgren
- 1935–1942: Harald Engblom

## Bilder

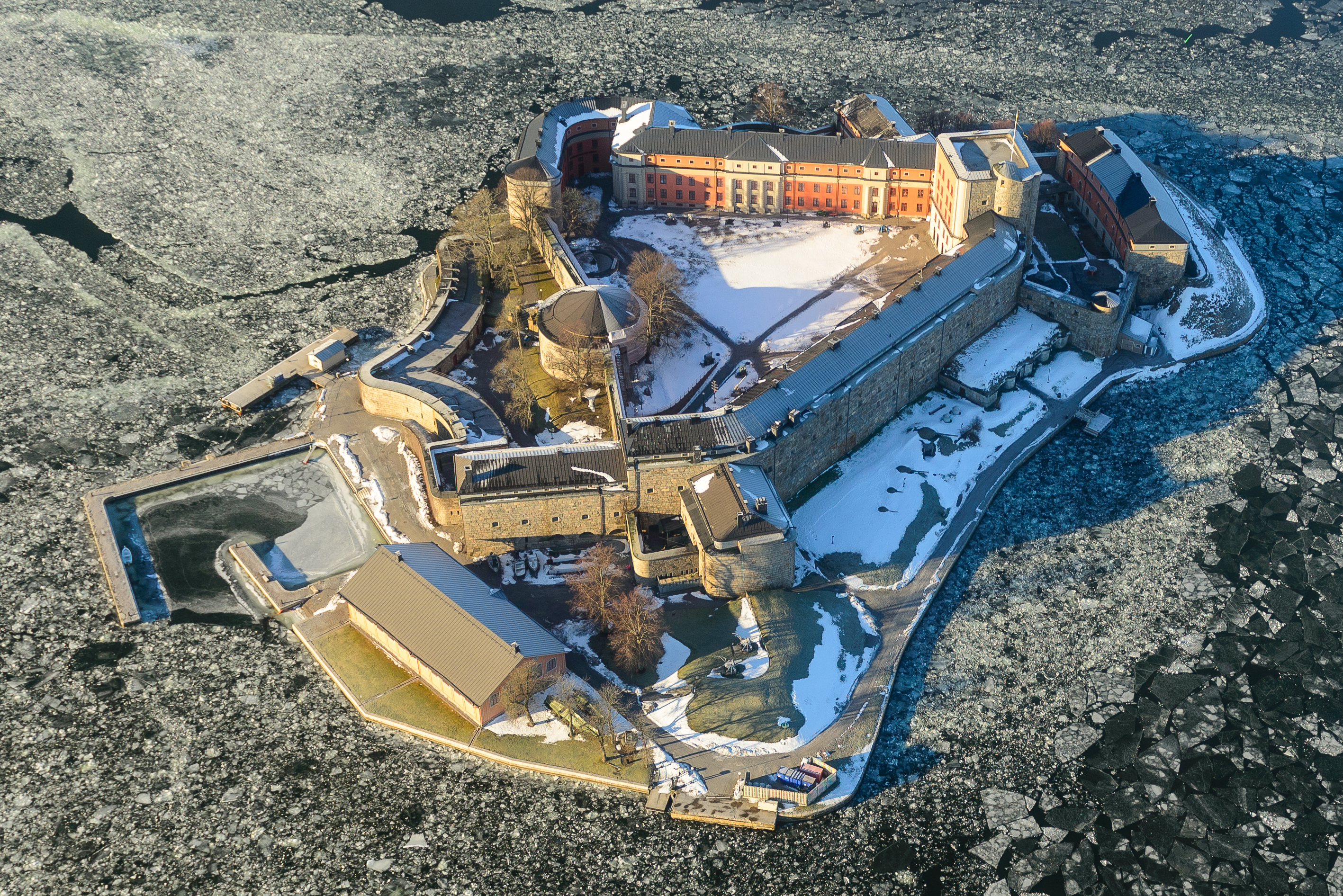
Kastellet från luften under vintertid.
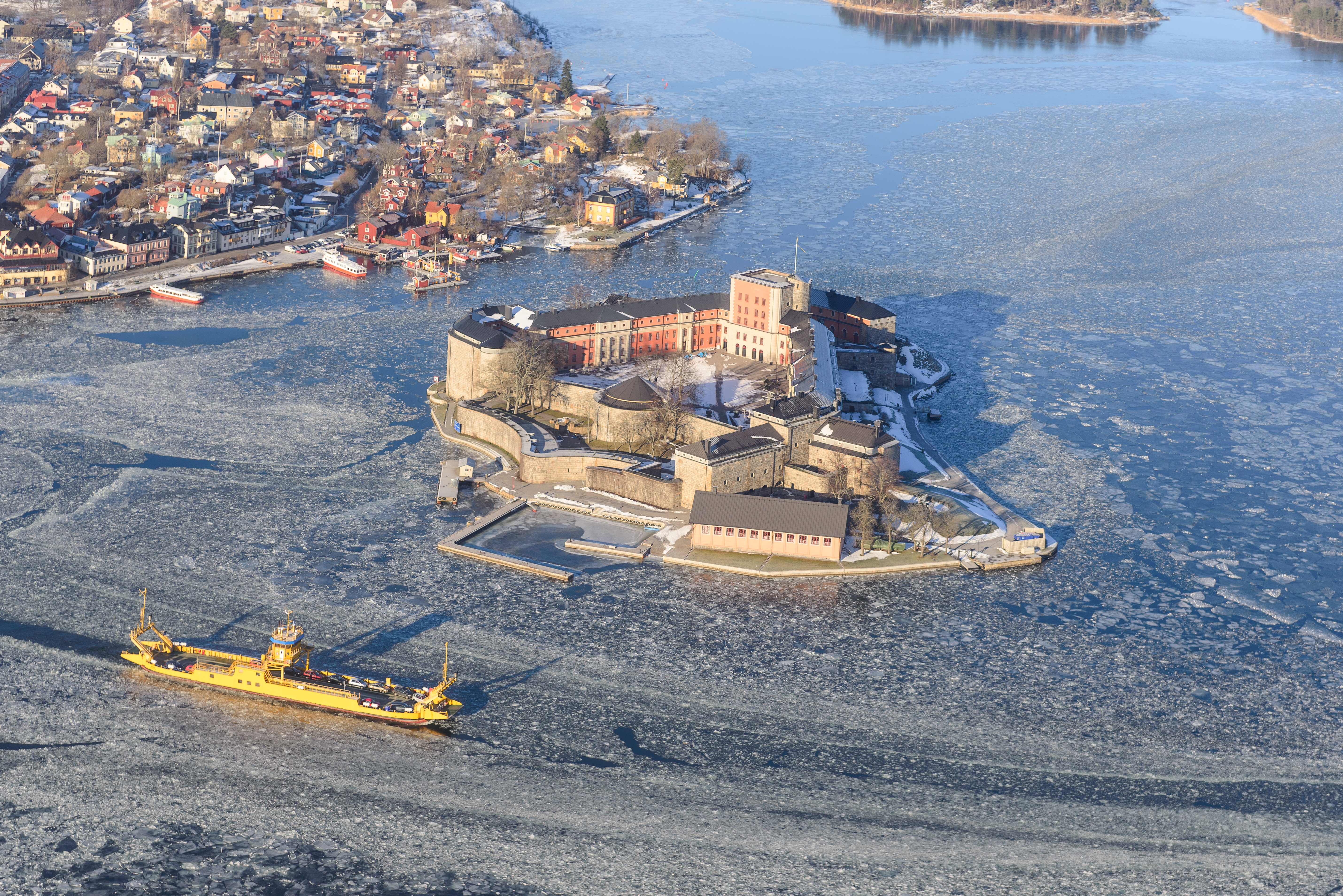
Kastellet från luften under vintertid.
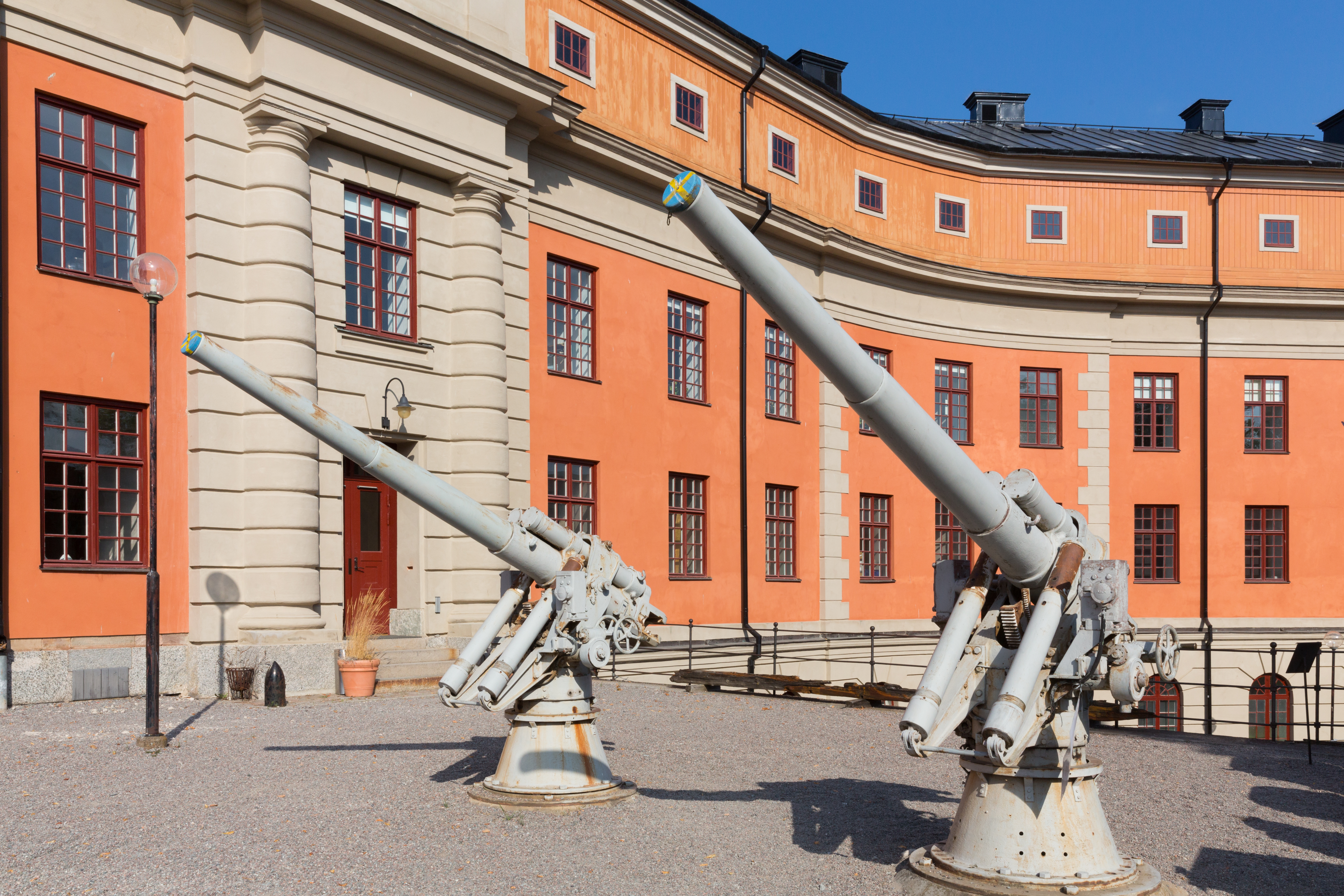
75 mm lvkan m/30-luftvärnskanoner på kastellets borggård.
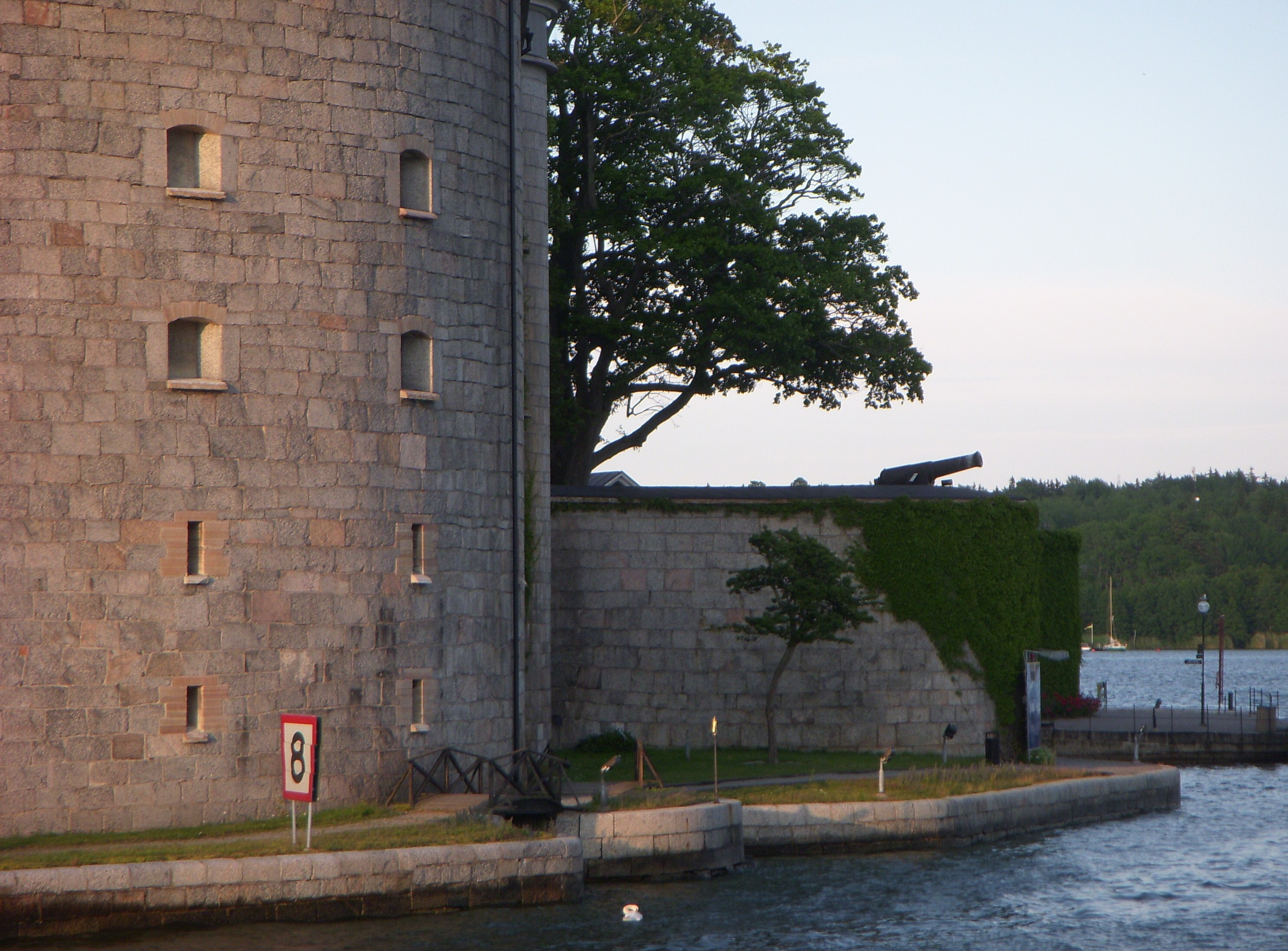
Västra linjens runda del och södra utanverket.